# Al-Ahli-al-Arabi-Krankenhaus
Das al-Ahli-al-Arabi-Krankenhaus (arabisch المستشفى الأهلي العربي al-Mustaschfa al-Ahli al-Arabi, DMG al-Mustašfā al-ahlī al-ʿarabī) ist ein christliches Krankenhaus in Gaza-Stadt. Der Hauptsitz befindet sich im südlichen Stadtteil Zeitoun und wird von der Episkopalkirche von Jerusalem und dem Nahen Osten verwaltet. Es gilt als eines der ältesten Krankenhäuser der Stadt und wurde 1882 gegründet. Auf Arabisch bedeutet sein Name „Das Krankenhaus des arabischen Volkes“.
Am 14. Oktober 2023 und am 17. Oktober 2023 wurde das Krankenhaus von Raketen getroffen – wenige Tage nach dem Terrorangriff der Hamas auf Israel. Viele der bei den Angriffen verletzten Menschen starben im Krankenhaus – die genaue Zahl der Getöteten ist bisher nicht bekannt.

## Geschichte
Es wurde 1882 von der Church Mission Society gegründet. Von 1954 bis 1982 stand es unter der Verwaltung der Southern Baptist Conference. Seit 1980 wird das Krankenhaus von der Episkopalkirche von Jerusalem und dem Nahen Osten betrieben. Es wird von internationalen Wohltätigkeitsorganisationen wie Embrace the Middle East unterstützt.
Reisebeschränkungen und eine lähmende Blockade sind Alltag für palästinensische Flüchtlinge, die sich in Gaza-Stadt aufhalten. Für Tausende von Familien bieten das Ahli Arab Hospital und seine kostenlose Gemeinschaftsklinik die einzige Möglichkeit zur Gesundheitsversorgung.

„Das Ahli Hospital ist ein sicherer Hafen des Friedens und des Mitgefühls inmitten des Chaos. Die Führungskräfte und das medizinische Personal arbeiten mit Hingabe daran, ihren Patienten bei der Bewältigung der entsetzlichen Lebensbedingungen zu helfen, darunter unter anderem: weit verbreitete Wasserverschmutzung, Ernährungsunsicherheit, psychosoziale Traumata aufgrund politischer Unruhen und Konflikte, begrenzte Medikamente und medizinische Vorräte sowie der Mangel an Brennstoff zum Heizen und Kochen.“

## Israel-Hamas-Krieg

### Raketenangriff am 10. Oktober 2023
Am 10. Oktober 2023 berichteten die „Amerikanischen Freunde des Bistums Jerusalem“ (engl.: American Friends of the Episcopal Diocese of Jerusalem), dass drei Mitarbeiter des Krankenhauses „während der Bombardierung des Rimal-Gebiets ihr Zuhause völlig verloren“ hätten, darunter auch der medizinische Direktor des Krankenhauses, Dr. Maher Ayyad.

### Raketenexplosion am 14. Oktober 2023
Am 14. Oktober 2023 wurde das Diagnostische Krebsbehandlungszentrum des Krankenhauses von einer Rakete getroffen, vier Mitarbeiter des Krankenhauses wurden verletzt und zwei seiner oberen Stockwerke schwer beschädigt, wobei die Mammographie- und die Ultraschallabteilungen am stärksten betroffen waren. Vor dem Raketenbeschuss am 14. Oktober suchten rund 6.000 Vertriebene im Innenhof des Krankenhauses Zuflucht. Danach flohen viele von ihnen; nur rund 1.000 blieben zurück.

### Explosion am 17. Oktober 2023

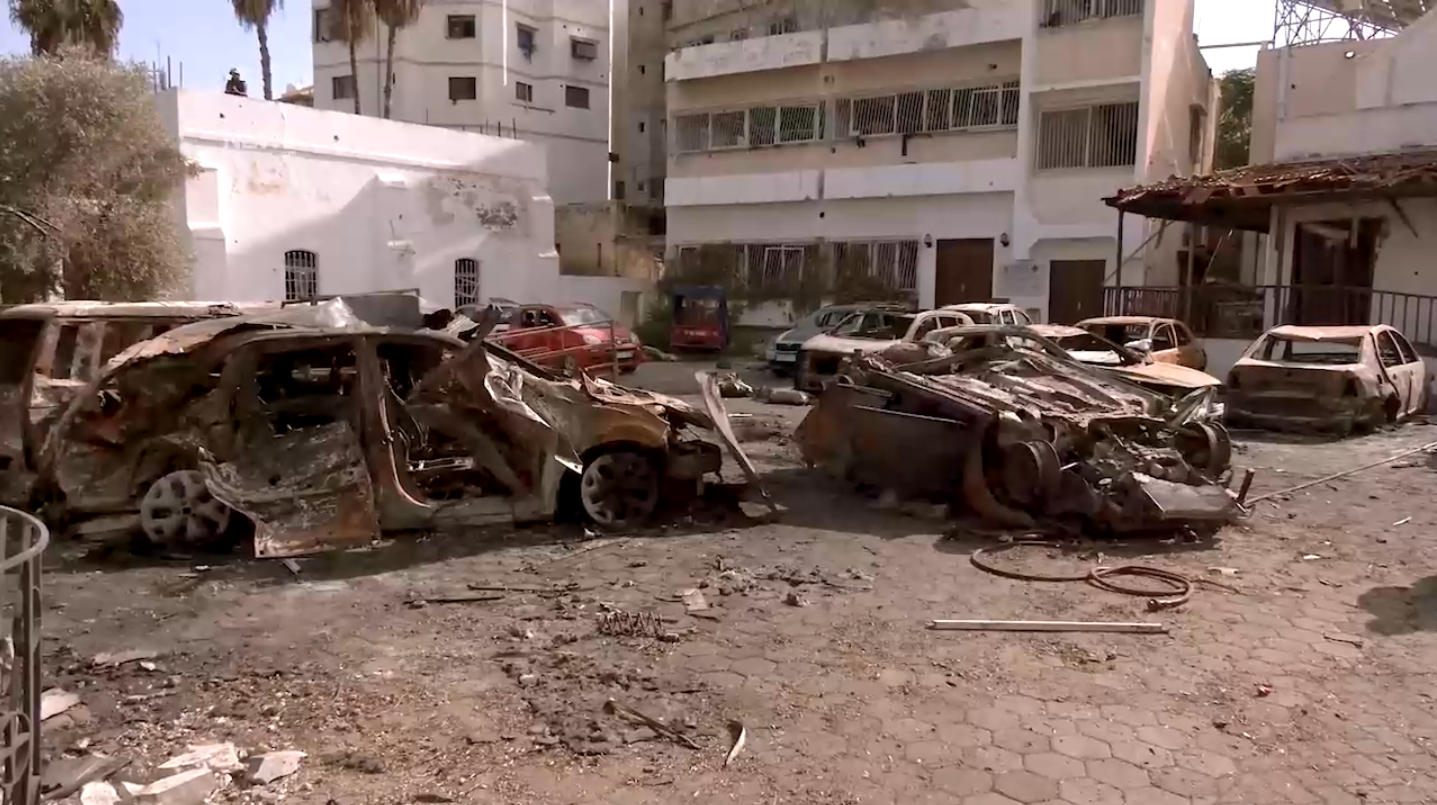
Zerstörte Autos beim Krankenhaus am 18. Oktober 2023

Nach Angaben des Gesundheitsministerium der durch die Hamas kontrollierten Regierung des Gazastreifens sollen am Abend des 17. Oktober 2023 bei der Explosion einer Rakete auf dem Parkplatz des Krankenhauses mindestens 471 Menschen getötet worden sein
– eine Zahl, die von unabhängiger Stelle bisher nicht bestätigt wurde. Das Gesundheitsministerium des Gazastreifens und mehrere arabische Staaten machen Israel für die Explosion verantwortlich. Israel wies den Vorwurf zurück und sagte, dass eine fehlgeleitete Rakete einer Gruppe des Islamischen Dschihad die Explosion verursacht hätte.
Die israelische Armee legte am Tag darauf Bildmaterial und Tonaufnahmen vor, die beweisen sollen, dass Israel nicht für den Beschuss verantwortlich sei. Israel stützte die Beweisführung darauf, dass der Einschlag israelischer Raketen auf offenem Gelände Krater hinterlassen hätte. Auf dem Parkplatz des Krankenhauses, auf dem die Rakete explodiert sein soll, seien jedoch keine zu sehen. Bei den Tonaufnahmen handelt es sich um einen angeblich von der israelischen Armee vorgenommenen Mitschnitt eines Telefonats zweier Hamas-Kämpfer, die zu derselben Bewertung kamen. Experten vom Royal United Services Institute (RUSI) und vom Australian Strategic Policy Institute (ASPI) kamen vorläufig zu der Einschätzung, dass die Explosion auf dem Parkplatz des Krankenhauses durch Treibstoff verursacht wurde, der bei einem Raketenangriff entzündet wurde.
Nach Angaben westlicher Geheimdienste wurden zwischen 100 und 300 Menschen bei der Explosion getötet;
andere geheimdienstliche Quellen berichten von „eher ein paar Dutzend“ Todesopfern, wahrscheinlich zwischen zehn und 50.
Berichte von über 500 Toten seien vermutlich auch auf die unkritische und fehlerhafte Übernahme von Hamas-Meldungen zurückzuführen.
Die Explosion auf dem Parkplatz des Krankenhauses und die nach Angaben des Gesundheitsministerium des Gasastreifens scheinbar hohe Zahl der Todesopfern löste in mehreren Staaten und Regionen Proteste aus – darunter der Libanon, Jordanien und das Westjordanland. Präsident Mahmud Abbas rief eine dreitägige Staatstrauer aus und sagte ein Staatstreffen mit dem US-Präsidenten Joe Biden in Jordanien ab, an dem auch der König Jordaniens, Abdullah II., und der Präsident Ägyptens, Abd al-Fattah as-Sisi, hätten teilnehmen sollen, um die humanitäre Notlage im Gazastreifen zu besprechen. Jordanien sagte daraufhin das Gipfeltreffen ganz ab. Die Vereinigten Arabischen Emirate und Russland forderten eine Sitzung des Sicherheitsrates der Vereinten Nationen.
Am 26. November 2023 veröffentlichte die Menschenrechtsorganisation „Human Rights Watch“ (HRW) einen vorläufigen Untersuchungsbericht, wonach die Explosion am 17. Oktober 2023 offenbar aus einem raketengetriebenen Geschoss, wie es bewaffnete palästinensische Gruppen häufig nutzen, resultierte.

### Raketenangriff am 13. April 2025
Die IDF griffen das Krankenhaus mit Raketen an. IDF und Schin Bet behaupten, dass sich dort eine Kommandozentrale der Hamas befand. Laut Tedros Adhanom Ghebreyesus Generaldirektor der Weltgesundheitsorganisation (WHO) wurden die Notaufnahme, das Labor, Röntgengeräte und die Medikamentenausgabe zerstört. Ein Kind starb, weil es wegen des Angriffs nicht habe versorgt werden können. Das Krankenhaus könne ohne Reparaturen keine neuen Patienten aufnehmen. Tedros äußerte auf X „Krankenhäuser sind durch das humanitäre Völkerrecht geschützt“ und „Angriffe auf die Gesundheitsversorgung müssen aufhören.“